# Harold Elmer Anthony
Harold Elmer Anthony (Beaverton, 5 d'abril del 1890 – Paradise, 29 de març del 1970) fou un zoòleg i paleontòleg estatunidenc. Fou un dels mastòlegs més eminents del seu temps. El seu principal centre d'interès eren els mamífers de l'hemisferi oest.
Era fill de l'ornitòleg Alfred Webster Anthony i d'Anabel Klink Anthony. Després d'acabar els seus estudis a Portland, el 1910 i el 1911 estudià a la Universitat del Pacífic a Forest Grove. El 1915 es graduà en Ciències per la Universitat de Colúmbia. Durant la Primera Guerra Mundial prestà servei en l'exèrcit i fou enviat a França a l'estiu del 1918. Acabà la seva carrera militar el març del 1919. El 1916 es casà amb Edith Demerell, amb qui tingué un nen. La seva primera esposa morí poc després del naixement d'aquest fill i el 1920 Anthony es casà amb Margaret Feldt, amb qui en tindria dos més. El 1920 obtingué un màster i el 1934 es doctorà per la Universitat del Pacífic.
Descrigué un gran nombre de noves espècies de mamífers. Des del 1910 fins a la seva jubilació el 1958, treballà pel Museu Americà d'Història Natural, en el qual assolí el càrrec de director adjunt a la dècada del 1950. Una vegada jubilat, fou conservador del Laboratori Frick fins al 1966.